# Anna Winlock
Anna Winlock (née le 15 septembre 1857 décédée en 1904) est une astronome américaine. C'est la fille de l'astronome Joseph Winlock et d'Isabella Lane. Comme son père, elle était un calculateur humain de même qu'astronome, et est une des premières Harvard Computers.
Elle a travaillé sur des calculs par rapport aux astéroïdes, en particulier (433) Éros et (475) Ocllo, ainsi qu'à produire le catalogue le plus complet des étoiles près des pôles. Elle a grandement contribué au catalogue AGK,.

## Biographie
Anna Winlock est née le 15 Septembre 1857, à Cambridge, Massachusetts d'un père astronome, Joseph Winlock, et de sa femme Isabella Lane.
Winlock a fréquenté les écoles de Cambridge pendant son enfance et a commencé à s'intéresser aux mathématiques et à la langue grecque. À l'âge de 10 ans, Anna a vu son père passer du poste de surintendant à l'American Nautical Almanac Office à Cambridge, Massachusetts, à celui de directeur de l'Observatoire du Harvard College et de professeur d'astronomie au Harvard College. À la fin de ses études, elle a reçu une lettre de son directeur exprimant son appréciation pour son grec et son caractère. Son père a influencé son intérêt pour l'astronomie. À l'âge de douze ans, elle assiste avec son père à une expédition sur les éclipses solaires dans l'État du Kentucky, dont il est originaire. En juin 1875, Joseph décède peu après que Winlock a obtenu son diplôme d'études secondaires. Winlock suit rapidement les traces de son père et devient l'une des premières femmes salariées de l'Observatoire de l'Université Harvard.

## Observatoire de l'Université Harvard
Après la mort de son père, c'est à elle qu'il incombe de subvenir aux besoins financiers de sa mère et de ses quatre frères et sœurs, et elle se dirige rapidement vers l'Observatoire de l'Université de Harvard pour obtenir un emploi dans le domaine des calculs. Plus précisément, elle est capable de réduire de nombreuses observations non réduites, des dizaines d'années de chiffres inutilisables, que son père avait laissés inachevés. Le directeur intérimaire de l'observatoire se plaint de ne pas pouvoir traiter les données, car « l'état des fonds empêche d'embaucher qui que ce soit ». Winlock se présente à l'observatoire et propose de réduire les observations. Ayant été initiée aux principes de l'astrophysique théorique par son père, elle semblait être un atout pour l'observatoire et pouvait être payée moins de la moitié du taux de calcul en vigueur à l'époque. Harvard est en mesure de lui offrir vingt-cinq cents de l'heure pour effectuer les calculs. Winlock trouve les conditions acceptables et accepte le poste.
En moins d'un an, elle fut rejointe à l'observatoire par trois autres femmes qui travaillaient également comme calculatrice ; elles devinrent connues sous le nom du Harem de Pickering, gagnant en notoriété pour avoir laissé un exemple inconfortable aux agences de calculateurs du gouvernement en raison des bas salaires et du travail ardu des femmes, même s'il était de grande qualité. Winlock trouvait important que du travail soit fait en astronomie, en particulier pour les femmes. Par sa propre évolution en tant que scientifique et ses contributions durables au programme stellaire de l'observatoire, elle a montré que les femmes étaient tout aussi capables que les hommes d'effectuer des travaux astronomiques.

## Contributions majeures
Tout au long de ses trente années de carrière à l'Observatoire de l'Université de Harvard, Winlock a contribué aux nombreux projets auxquels l'observatoire était confronté. Son travail le plus important consistait à réduire et à calculer les observations du cercle méridien, un travail continu et ardu. Cinq ans plus tôt, sous la direction de son père, l'observatoire avait collaboré avec plusieurs observatoires étrangers dans le cadre d'un projet de préparation d'un catalogue complet d'étoiles. Le projet était divisé en sections ou zones par des cercles parallèles à l'équateur céleste. Winlock commence à travailler sur la section appelée « zone de Cambridge » peu de temps après avoir été engagée par l'observatoire. Pendant plus de vingt ans, le travail effectué par son équipe sur la zone de Cambridge a contribué de manière significative au Catalogue AGK, qui contient des informations sur plus de cent mille étoiles et qui est utilisé dans le monde entier par de nombreux observatoires et leurs chercheurs,. Outre son travail sur la zone de Cambridge, elle a également contribué à de nombreux projets indépendants. Elle a supervisé la création des Annales de l'Observatoire (une collection de tableaux indiquant les positions des étoiles variables dans les amas) en 38 volumes.

## Décès
La mort de Winlock est survenue de manière inattendue. Le 17 décembre 1904, elle se rendit pour la dernière fois à l'Observatoire de l'Université de Harvard, et elle continua à travailler pendant les fêtes de fin d'année. La dernière entrée dans son carnet de travail date du jour de l'an 1904. Trois jours plus tard, elle meurt subitement à l'âge de 47 ans à Boston, dans le Massachusetts. Un service funèbre a été organisé à la chapelle St. John's de Cambridge,.